# Zhongbo Xie
Xie Zhongbo (født 22. maj 1983) er en kinesisk badmintonspiller. Han har ingen større internationale resultater, og fik sin olympiske debut da han repræsenterede Kina under Sommer-OL 2008 i Beijing, Kina, hvor han blev slået ud i anden runde.

## Resultater
| Rangering                         | Begivenhed    | Dato | Sted                      |
| --------------------------------- | ------------- | ---- | ------------------------- |
| World Championships               |               |      |                           |
| 2                                 | Mixed doubles | 2005 | Anaheim, Californien, USA |
| 3                                 | Mixed doubles | 2007 | Kuala Lumpur, Malaysia    |
| Asian Games                       |               |      |                           |
| 1                                 | Team          | 2006 | Doha, Qatar               |
| 2                                 | Mixed doubles | 2006 | Doha, Qatar               |
| Thomas & Uber Cup                 |               |      |                           |
| 1                                 | Team          | 2006 | Japan                     |
| Andre internationale mesterskaber |               |      |                           |
| 1                                 | Mixed doubles | 2008 | Hong Kong Open            |
| 1                                 | Mixed doubles | 2008 | China Masters             |
| 1                                 | Mixed doubles | 2008 | Thailand Open             |
| 1                                 | Men's doubles | 2008 | India Open                |
| 1                                 | Mixed doubles | 2007 | Macau Open                |
| 1                                 | Mixed doubles | 2006 | China Open                |
| 1                                 | Mixed doubles | 2006 | Indonesia Open            |
| 1                                 | Mixed doubles | 2006 | China Masters             |
| 1                                 | Mixed doubles | 2005 | Hong Kong Open            |
| 1                                 | Men's doubles | 2005 | China Masters             |
| 1                                 | Mixed doubles | 2004 | French Open               |
| 1                                 | Men's doubles | 2004 | Polish Open               |